# Tramwaje w Sumgaicie
Tramwaje w Sumgaicie − zlikwidowany system komunikacji tramwajowej w Sumgaicie w Azerbejdżanie. 

## Historia
System tramwajowy w Sumgaicie zbudowany został za czasów Azerskiej SRR siłami przedsiębiorstw Zakpromstroj, Mietałłurgstroj i Transspiecstroj. Oficjalnego otwarcia ruchu na nowej linii tramwajowej dokonał w dniu 11 marca 1959 r. Pierwszy Sekretarz Miejskiego Komitetu Partyjnego G. Alijew. Pierwszy tramwaj w historii Sumgaitu poprowadził motorniczy S. Ragimow. Początkowo tramwaje kursowały od godziny 5.30 rano do 2.00 w nocy.
W 1999 r. na stanie zajezdni znajdowało się 10 wagonów KTM-5, w tym 3 sprawne. System zamknięto w lipcu 2003 r. z powodu złego stanu taboru i infrastruktury. Przez wszystkie lata eksploatowano wyłącznie tramwaje z lirowym odbierakiem prądu.

## Linie
| Linia | Trasa                                                     |
| ----- | --------------------------------------------------------- |
| -     | Kimya zavodu ↔ Mərkəzi bazar Səməd Vurğun – Nizami – Sülh |

## Tabor
W 1999 r. ilostan taboru był następujący:
| Zdjęcie        | Typ            | Eksploatacja od | Liczba |
| -------------- | -------------- | --------------- | ------ |
|                | KTM-5M3        | 1978            | 10     |
| Łączna liczba: | Łączna liczba: | Łączna liczba:  | 10     |

Wcześniej eksploatowano także tramwaje MTW-82 i RWZ-6.